# 八幡町立口明方小学校有穂分校
八幡町立口明方小学校有穂分校（はちまんちょうりつ くちみょうがたしょうがっこう　ありほぶんこう）は、かつて岐阜県郡上郡八幡町（現・郡上市）に存在した公立小学校の分校。

## 概要
- 口明方小学校の分校であり、八幡町有穂（旧・口明方村の北部）が校区であった。1964年廃校。

## 沿革
有穂地区は、学制発足時は隣接する大谷村の楠実義校への通学であった。
- 1873年（明治6年） - 楠実義校が開校。神谷村、大久須見村、寒水村、二間手村、小久須見村の児童が通学する。
- 1875年（明治8年） - 
  - 小久須見村、歩岐村、在原村が合併し、有穂村が発足。
  - 神谷村と大久須見村が合併し、大谷村が発足。
  - 大谷学校に改称する。校区は大谷村、有穂村となる。
- 1877年（明治10年） - 第二大学区岐阜県下第三十三番中学区郡上郡大谷村第百九番小学に改称する。
- 1878年（明治11年） - 大谷小学校に改称する。
- 1882年（明治15年） - 公立大谷小学校に改称する。
- 1886年（明治19年）7月 - 有穂村が大谷簡易科小学校から離脱し、有穂簡易科小学校が開校する。
- 1889年（明治22年）7月1日 - 大谷村の一部（旧・神谷村）が有穂村に編入される。
- 1893年（明治26年） - 有穂簡易科小学校が廃校。児童は大谷村の大谷尋常小学校に委託される。
- 1897年（明治30年）
  - 3月 -　大谷尋常小学校への委託を解消し、有穂村に有穂尋常小学校が開校する。
  - 4月1日 - 初納村、旭村、有穂村、小野村、市島村が合併し、口明方村が発足。
- 1908年（明治41年） - 市島尋常小学校、初納尋常小学校、有穂尋常小学校が統合され、口明方尋常小学校となる。旧・有穂尋常小学校は口明方尋常小学校有穂分教場となる。農業補習学校を併設する。
- 1913年（大正2年） - 口明方尋常高等小学校初納分教場改称する。校舎を改築する。
- 1941年（昭和16年）4月1日 - 口明方国民学校有穂分教場に改称する。
- 1946年（昭和21年） - 口明方国民学校の校舎を全焼する。有穂分教場、初納分教場、民家などで分散授業を行う（1947年迄）。
- 1947年（昭和22年）4月1日 - 口明方村立口明方小学校有穂分校に改称する。
- 1954年（昭和29年）12月15日 - 八幡町、相生村、川合村、口明方村、西和良村が合併し、八幡町が発足。同時に八幡町立口明方小学校有穂分校に改称する。
- 1955年（昭和30年） - 現在地に新築（木造2階建）移転。
- 1964年（昭和39年）6月1日 - 廃止。